# Brunhättad topptyrann
Brunhättad topptyrann (Myiarchus tyrannulus) är en fågel i familjen tyranner inom ordningen tättingar med mycket vid utbredning från sydvästra USA till norra Argentina.

## Utseende och läte
Brunhättad topptyrann är en drygt 20 cm lång tyrann med kraftig näbb. Ovansidan är olivbrun, med mörkare huvud och en kort tofs. Bröstet är grått och buken citrongul. De bruna stjärtfjädrarna är rostfärgade längst in och vingpennorna är likaså rostkantade. Två svaga vingband syns även. Från mycket liknande Myiarchus-arter skiljs den lättas av sitt läte, en högljudd ramsa som på engelska återges "come HERE, come HERE" eller "whit-will-do, whit-will-do".

## Utbredning och systematik
Brunhättad topptyrann delas in i sju underarter med följande utbredning:
- Myiarchus tyrannulus magister – förekommer i sydvästra USA, i västra Mexiko (Oaxaca) och på Tres Marias-öarna
- cooperi-gruppen
  - Myiarchus tyrannulus cooperi – förekommer från södra Texas till östra Mexiko, Guatemala, Belize och Honduras
  - Myiarchus tyrannulus cozumelae – förekommer på Cozumel Island (utanför Yucatán-halvön i östra Mexiko)
  - Myiarchus tyrannulus insularum – förekommer på Utila-, Roatan- och Bonaca-öarna (utanför Honduras)
- Myiarchus tyrannulus brachyurus – förekommer utmed Stilla havskusten i El Salvador och nordvästra Costa Rica
- tyrannulus/bahiae-gruppen
  - Myiarchus tyrannulus tyrannulus – förekommer från östra Colombia till Guyana, Trinidad, norra Brasilien och norra Argentina
  - Myiarchus tyrannulus bahiae – förekommer i norra och östra Brasilien (från Amapá till São Paulo) och nordöstra Argentina

Arten är stannfågel i större delen av utbredningsområdet, men fåglar som häckar i USA flyttar söderut till Mexiko eller södra Florida vintertid.

## Levnadssätt
Brunhättad topptyrann häckar i öppet skogslandskap, upp till 1700 meters höjd. Den är en rätt tillbakadragen insektsätare som den fångar som en flugsnappare i undervegetationen. Den har obseverats även äta frukt, från bland annat Bursera simaruba. Fågeln bygger sitt bo i ett trädhål eller liknande naturligt eller av människan skapat utrymme. Den lägger normalt två till tre purpurfläckade grädfärgade ägg.

## Status och hot
Arten har ett stort utbredningsområde och en stor population, och tros öka i antal. Utifrån dessa kriterier kategoriserar internationella naturvårdsunionen IUCN arten som livskraftig (LC).